# 小笠原長隆 (信濃小笠原氏)
小笠原 長隆（おがさわら ながたか、生年不明 - 天正9年（1581年）4月）は、戦国時代の武将。通称は又次郎、右馬助。徳川家康や上杉謙信に仕えた。小笠原長時の長男で小笠原貞慶の兄。小笠原貞頼の父とされるが、不明である。母は仁科盛能の娘。

## 生涯
父や弟とともに京都の三好氏の元に寄寓したとされるが、上杉謙信の下に留まっていたとする説もある。
元亀2年（1571年）3月、一族の遠江高天神城城主・小笠原長忠（信興）が武田信玄に攻められた際は救援に向かい、城を守備した。その後は越後の上杉氏を頼り（『謙信公御書集』）、天正9年（1581年）4月、越中富山の戦いで織田信長の家臣・佐々成政らの連合軍に敗れて戦死した。